# Escola da Guarda
A Escola da Guarda é o Estabelecimento de Ensino da Guarda Nacional Republicana (GNR), especialmente vocacionada para a formação comportamental, cultural, física, militar e técnico-profissional dos militares da Guarda e ainda para a actualização, especialização e valorização dos seus conhecimentos e competências.

## História
Detentora desta missão desde 1993, a Escola da Guarda, outrora designada por Escola Prática da Guarda, nasce de uma reestruturação geral de toda a Instituição, herdando, desde essa data, todo o espólio, tradições  e património do antigo Centro de Instrução da Guarda Fiscal, Força de Segurança que entretanto viria a integrar a Guarda Nacional Republicana.
Localizada em Queluz, nas antigas instalações do Centro de Instrução, a Escola da Guarda tem, ao longo dos anos, melhorado e ampliado o seu espaço e criado todas as condições para que os militares que a frequentam consigam obter com o sucesso os resultados pretendidos no âmbito dos diferentes cursos que frequentam.
Outrora os seus esforços estavam repartidos entre o Agrupamento de Instrução de Portalegre e o Grupo de Instrução de Aveiro onde era efectuada a formação de base dos militares da Guarda Nacional Republicana.
Actualmente a Escola da Guarda para o cumprimento da sua Missão conta com o Centro de Formação de Portalegre e o Centro de Formação da Figueira da Foz, onde se realiza o Curso de Formação de Guardas.

### Comandantes
- Coronel Tir. de Artilharia José Augusto Moura Soares - de a 26 de Junho de 1993 a 19 de Setembro de 1996;
- Coronel Infantaria Manuel Fernando da Silva Terraquente - de 19 de Setembro de 1996 a 5 de Abril de 1999;
- Major-General Abílio José Barbosa Monteiro de Macedo - de 14 de Setembro de 1999 a 23 de Abril de 2001;
- Major-General Abílio Dias Afonso - de 24 de Abril de 2001 a 19 de Abril de 2002;
- Major-General António José Afonso Lourenço - de 29 de Agosto de 2002 a 13 de Maio de 2003;
- Coronel de Cavalaria Carlos Alberto Évora Maia de Loureiro - de 14 de Maio de 2003 a 10 de Janeiro de 2005;
- Major-General António José Pires Nunes - de 11 de Janeiro de 2005 a 12 de Dezembro de 2005;
- Major-General Carlos Henrique Pinheiro Chaves - desde 13 de Dezembro de 2005 a 15 de Setembro de 2008;
- Major-General Henrique Augusto Fernandes de Melo Gomes - desde 16 de Setembro de 2008 a 17 de Outubro de 2010.
- Major-General Pára-quedista Agostinho Dias da Costa - desde 18 de Outubro de 2010.

### Heráldica
Descrição Heráldica:
- Escudo azul com espada de oiro, posta em pala, ladeada por duas lucernas igualmente de oiro, da sinistra voltada.
- Elmo militar, de prata, tauxiado de oiro, forrado de verde, a três quartos para a dextra.
- Correia de verde com fivelas de oiro.
- Paquife e virol de azul e de oiro.

Timbre: um voo estendido de oiro.
Divisa: num listel de branco, ondulado, sotoposto ao escudo, em letras de negro,"maiúsculas", de estilo elzevir "RENASCER NO SABER".
Simbologia:
- A espada, símbolo do estado militar, simboliza igualmente a luta contra a obscuridade e a ignorância, a luta pela conquista do conhecimento, a garantia de paz e justiça.
- As lucernas simbolizam a luz que ilumina o espírito, permitindo-lhe a fuga das trevas da ignorância e a sua ascensão ao mundo do conhecimento.
- O voo simboliza o desejo de elevavado as regiões do saber, a vontade constante de ultrapassar as limitações da matéria, libertando o espírito.
- A divisa "RENASCER NO SABER" significa que através da aquisição de novos conhecimentos é possível criar um novo homem, capaz de assumir com inteireza as suas responsabilidades futuras.

Os esmaltes significam:
- O Oiro: a constância de empenhamento na transmissão da sabedoria acumulada ao longo dos tempos, a fé na nobreza da missão.
- O Azul: o zelo posto no cumprimento do objectivo, a lealdade aos princípios orientadores da acção, a integridade e a justiça que presidem a todos os actos dos responsáveis pela formação daqueles que transitam por esta unidade.

## Actividade Operacional

### Companhia Cinotécnica
A primeira missão operacional de relevo data de 1958 e está registada no Diário de Lisboa, na edição de 6 de Novembro de 1958. Tratou-se da deslocação de uma secção de binómios de Guarda/Patrulha, comandada por um Sargento Cinotécnico, que marchou para Goa/Índia, para reforçar a polícia local. 
Nesse ano e em Goa, foi também criado, pela Guarda um “serviço de cães polícia”, para a Polícia local. 
Desde então, multiplicaram-se as missões e os resultados, em função da especificidade de cada vertente que a GNR implementava. 
Do curriculum operacional da Companhia Cinotécnica (e da cinotecnia da GNR) constam, por todo o país, inúmeras vidas salvas por binómios de guarda/patrulha, desempenhando o seu papel de pisteiros. Inúmeras são também as apreensões de estupefacientes, detectados pelos binómios de detecção de drogas. 
Os binómios de detecção de explosivos, com um empenhamento operacional notável, que supera as duas centenas de intervenções anuais, entre detecção de armamento e munições, passando por buscas preventivas ou em consequência de ameaças de bomba. 
Destacam-se no curriculum da companhia cinotécnica:  
- A participação em operações de socorro em Território Nacional e no estrangeiro, tais como terramotos:
  - Marrocos 2004
  - Irão 2003 - 2 cadáveres
  - Argélia 2003 - 1 cadáver detectado
  - Turquia 1999 - resgatadas 2 pessoas com vida.
  - Faial/Açores 1998

- Simulacro em Itália 2005 “EUROSOT 2005” – única equipa cinotécnica que conseguiu detectar todas as vítimas, no exercício. Participaram equipas de protecção civil de toda a Europa.
- Participação na missão de segurança para o Euro 2004, durante a qual se utilizou um dispositivo de forças combinadas, para Ordem Pública, de Infantaria, Cavalaria e Cinotecnia.
- Participação, no ano 2000, em dois campeonatos cinotécnicos internacionais. O primeiro na Suíça onde a Guarda obteve o 1º lugar na área da detecção de drogas. O segundo em Hanôver/Alemanha, com o 1º lugar num biatlo com provas para binómios de Guarda/Patrulha. Estas participações foram comunicadas pela imprensa escrita local. Em ambos os campeonatos, estavam representações de 24 países Europeus e da América do Norte.
- Participação na missão de segurança ao evento Expo 98;
- Participação em várias missões de socorro, aquando da ocorrência de catástrofes naturais (ou incidentes graves), em Portugal;
- Diariamente a Companhia Cinotécnica reforça a segurança nocturna à Residência Oficial do Presidente da República, à Residência Oficial do Primeiro-Ministro e nas Zonas de Acção dos Comandos Territoriais de Lisboa, Leiria e Setúbal.

## Workshops, Conferências e Seminários
Nos últimos anos a Escola da Guarda tornou-se um pólo dinamizador de Conferências Estratégicas, Seminários e Workshops, promovendo áreas temáticas de interessa civil e militar, entre os quais se destaca a Segurança e a Defesa, o Antiterrorismo, a Violência Doméstica e a Qualidade da Formação do Militar ao serviço da Guarda Nacional Republicana.

## ACEPOL
A Assessoria para assuntos do Colégio Europeu de Polícia (ACEPOL), foi criada tendo em vista suprir uma lacuna na estrutura orgânica da Escola da Guarda, face a um emergente e incremental número de oportunidades criadas pelo Colégio Europeu de Polícia (CEPOL), no contexto da cooperação policial europeia.
Em Julho de 2008 a GNR assumiu o Ponto de Contacto Nacional para a CEPOL, função que até à data era desempenhada pela Polícia Judiciária. 
De entre as actividades cometidas à ACEPOL destacam-se: 
- A dinamização da participação da GNR no âmbito das actividades desenvolvidas pelo Colégio Europeu de Polícia (CEPOL);
- A coordenação das actividades respeitantes ao processo de frequência e organização de cursos, acções de formação e seminários do CEPOL;
- A representação da Guarda Nacional Republicana em todas as reuniões e encontros de trabalho;
- O planeamento, organização e acompanhamento de cursos, eventos, seminários, reuniões, visitas, workshops e cerimónias;
- A elaboração de estudos, trabalhos, propostas e informações;
- A análise de todo o processo e proposta de melhoria de funcionamento.

### Ligações Externas
- Página Oficial da Guarda Nacional Republicana